# NGC 5318
NGC 5318 este o liner situată în constelația Câinii de Vânătoare. A fost descoperită în 5 mai 1785 de către William Herschel. Se află la o distanță de 65,76 de megaparseci de Pământ.